# Arthur Henry Cobby
Arthur Henry Cobby (ur. 26 sierpnia 1894 w Prahran, zm. 11 listopada 1955 w Caulfield) – as lotnictwa Royal Australian Air Force z 29 potwierdzonymi zwycięstwami w I wojnie światowej, dowódca No. 1 Squadron RAAF, należał do zaszczytnego grona Balloon Buster.

## Życiorys

### Dzieciństwo i młodość
Arthur Henry Cobby urodził się stanie Wiktoria w Australii jako drugi syn Artura Edwarda Stanleya Cobby i Alicji z domu Nash. Ukończył University College w Armadale. Służył przez kilka lat w armii. Jednak przeszedł do rezerwy i pracował jako urzędnik w Commonwealth Bank. 22 grudnia 1916 roku wstąpił do Royal Australian Air Force. Po przejściu sześciotygodniowego treningu w Point Cook, Graham-White i Bristol Boxkites przepłynął do Anglii, gdzie przeszedł kolejne szkolenia lotnicze w Lincoln. W Central Flying School at Upavon otrzymał licencję pilota na samoloty Sopwith Camel.
18 grudnia 1917 roku został przeniesiony do Francji i dołączył do 71 Squadron RFC, który wkrótce został przemianowany na 4 (AFC). W jednostce służył do końca działań wojennych odnosząc łącznie 29 zwycięstw powietrznych, pierwsze 21 marca 1918 roku.

### Okres międzywojenny
Po zakończeniu wojny Cobby został wyznaczony na pilota, który poprowadził samoloty Australian Flying Corps (AFC) w czasie parady zwycięstwa w Londynie 25 kwietnia 1919 roku. Po utworzeniu z Australian Flying Corps z Royal Australian Air Force w 1921 roku był jednym z pierwszych lotników służących w nowej formacji. W 1925 roku został mianowany dowódcą No. 1 Squadron RAAF, a w 1930 dowódcą jednostki No. 3 Squadron RAAF. 1 maja 1933 roku został mianowany Wing Commander i mianowany dowódcą wywiadu RAAF (RAAF Director of Inteligence).

### II wojna światowa
Po wybuchu wojny Cobby powrócił do czynnej służby we wrześniu 1939 roku. Od 25 lipca 1940 roku został mianowany dowódcą uzupełnień RAAF, a 25 sierpnia 1942 roku został mianowany dowódcą Air Officer Commanding (AOC) sił powietrznych wspólnoty brytyjskiej w Australii.
Od sierpnia 1944 roku został mianowany dowódcą 1st TAF i dowodził około 20 000 personelu RAAF w obszarze południowo-wschodniego Pacyfiku.

### Okres powojenny
Cobby oficjalnie został zwolniony z RAAF 19 sierpnia 1946 roku. Później aż do śmierci pracował w lotnictwie cywilnym. W 1948 roku został odznaczony amerykańskim Medalem Wolności. Zmarł nagle w wyniku wylewu 11 listopada 1955 roku.